# Cleoserrata speciosa
Cleoserrata speciosa är en paradisblomsterväxtart som först beskrevs av Constantine Samuel Rafinesque, och fick sitt nu gällande namn av Hugh Hellmut Iltis. Cleoserrata speciosa ingår i släktet Cleoserrata, och familjen paradisblomsterväxter. Inga underarter finns listade i Catalogue of Life.